# Tarsomys orientalis
Tarsomys orientalis — вид гризунів із родини Muridae. Маючи лише 130 мм завдовжки, це найменший вид ендемічного для Мінданао роду Tarsomys. Цей вид відрізнявся від інших представників свого роду, а саме Tarsomys apoensis і T. echinatus, меншим розміром тіла, значно коротшим хвостом, меншим розміром задніх лап, м’яким і щільним шерстю темнішого кольору; його менший череп, який має ширшу виличну пластинку, коротші різцеві отвори та набагато довші слухові булли.
Вид був знайдений на горі Кампалілі в межах Кампалілі-Путінг Бато Ключової території біорізноманіття на східній частині острова Мінданао, Філіппіни.